# Nicolas Kiefer
Nicolas Kiefer (ˈkiːfɐ; Holzminden, Alemanya Occidental, 5 de juliol de 1977), és un extennista alemany. Va arribar a les semifinals de l'Obert d'Austràlia de 2006 i va guanyar una medalla d'argent en dobles masculins amb Rainer Schüttler a les olimpíades de 2004 a Atenes. El seu lloc més alt al rànquing individual va ser el número 4, aconseguit el gener de 2000.

## Jocs Olímpics

### Dobles
| Any  | Campionat                     | Parella          | Oponents                        | Resultat                   |
| ---- | ----------------------------- | ---------------- | ------------------------------- | -------------------------- |
| 2004 | Jocs Olímpics, Atenes, Grècia | Rainer Schüttler | Fernando González Nicolás Massú | 6−2, 4−6, 3−6, 7−6(7), 6−4 |

## Palmarès: 10 (6−3−1)

### Individual: 19 (6−13)
| Llegenda (pre/post 2009)                                 |
| -------------------------------------------------------- |
| Grand Slams (0−0)                                        |
| Tennis Masters Cup / ATP Finals (0−0)                    |
| ATP Masters Series / ATP World Tour Masters 1000 (0−1)   |
| ATP International Series Gold / ATP World Tour 500 (1−3) |
| ATP International Series / ATP World Tour 250 (5−9)      |

| Títols per superfície |
| --------------------- |
| Dura (5−8)            |
| Gespa (1−2)           |
| Terra batuda (0−0)    |
| Moqueta (0−3)         |

| Resultat  | Núm. | Data                   | Torneig                    | Superfície  | Oponent             | Marcador                   |
| --------- | ---- | ---------------------- | -------------------------- | ----------- | ------------------- | -------------------------- |
| Guanyador | 1.   | 22 de setembre de 1997 | Tolosa, França             | Dura        | Mark Philippoussis  | 7−5, 5−7, 6−4              |
| Finalista | 1.   | 6 d'octubre de 1997    | Singapur, Singapur         | Moqueta (i) | Magnus Gustafsson   | 6−4, 3−6, 3−6              |
| Finalista | 2.   | 8 de febrer de 1999    | Dubai, Emirats Àrabs Units | Dura        | Jérôme Golmard      | 4−6, 2−6                   |
| Guanyador | 2.   | 12 d'abril de 1999     | Tòquio, Japó               | Dura        | Wayne Ferreira      | 7−6(5), 7−5                |
| Guanyador | 3.   | 7 de juny de 1999      | Halle, Alemanya            | Gespa       | Nicklas Kulti       | 6−3, 6−2                   |
| Guanyador | 4.   | 13 de setembre de 1999 | Taixkent, Uzbekistan       | Dura        | George Bastl        | 6−4, 6−2                   |
| Finalista | 3.   | 11 d'octubre de 1999   | Viena, Àustria             | Dura (i)    | Greg Rusedski       | 7−6(5), 6−2, 3−6, 5−7, 4−6 |
| Guanyador | 5.   | 7 de febrer de 2000    | Dubai                      | Dura        | Juan Carlos Ferrero | 7−5, 4−6, 6−3              |
| Guanyador | 6.   | 2 d'octubre de 2000    | Hong Kong, Hong Kong       | Dura        | Mark Philippoussis  | 7−6(4), 2−6, 6−2           |
| Finalista | 4.   | 1 d'octubre de 2001    | Moscou, Rússia             | Moqueta (i) | Ievgueni Kàfelnikov | 4−6, 5−7                   |
| Finalista | 5.   | 10 de juny de 2002     | Halle                      | Gespa       | Ievgueni Kàfelnikov | 6−2, 4−6, 4−6              |
| Finalista | 6.   | 9 de juny de 2003      | Halle (2)                  | Gespa       | Roger Federer       | 1−6, 3−6                   |
| Finalista | 7.   | 16 de febrer de 2004   | Memphis, Estats Units      | Dura (i)    | Joachim Johansson   | 6−7(5), 3−6                |
| Finalista | 8.   | 1 de març de 2004      | Scottsdale, Estats Units   | Dura        | Vincent Spadea      | 5−7, 7−6(5), 3−6           |
| Finalista | 9.   | 12 de juliol de 2004   | Los Angeles, Estats Units  | Dura        | Tommy Haas          | 6−7(6), 4−6                |
| Finalista | 10.  | 19 de juliol de 2004   | Indianapolis, Estats Units | Dura        | Andy Roddick        | 2−6, 3−6                   |
| Finalista | 11.  | 10 d'octubre de 2005   | Moscou (2)                 | Moqueta (i) | Igor Andreev        | 7−5, 6−7(3), 2−6           |
| Finalista | 12.  | 24 d'octubre de 2005   | Sant Petersburg, Rússia    | Dura (i)    | Thomas Johansson    | 4−6, 2−6                   |
| Finalista | 13.  | 21 de juliol de 2008   | Toronto, Canadà            | Dura        | Rafael Nadal        | 3−6, 2−6                   |

### Dobles: 4 (3−1)
| Llegenda (pre/post 2009)                                 |
| -------------------------------------------------------- |
| Grand Slams (0−0)                                        |
| Jocs Olímpics Argent (1)                                 |
| Tennis Masters Cup / ATP Finals (0−0)                    |
| ATP Masters Series / ATP World Tour Masters 1000 (0−0)   |
| ATP International Series Gold / ATP World Tour 500 (1−0) |
| ATP International Series / ATP World Tour 250 (2−0)      |

| Títols per superfície |
| --------------------- |
| Dura (2−1)            |
| Gespa (0−0)           |
| Terra batuda (0−0)    |
| Moqueta (1−0)         |

| Resultat  | Núm. | Data                   | Torneig                       | Superfície  | Parella            | Oponents                        | Marcador                   |
| --------- | ---- | ---------------------- | ----------------------------- | ----------- | ------------------ | ------------------------------- | -------------------------- |
| Guanyador | 1.   | 19 d'octubre de 1998   | Ostrava, República Txeca      | Moqueta (i) | David Prinosil     | David Adams Pavel Vízner        | 6−4, 6−3                   |
| Guanyador | 2.   | 22 de juliol de 2002   | Los Angeles, Estats Units     | Dura        | Sébastien Grosjean | Justin Gimelstob Michaël Llodra | 6−4, 6−4                   |
| Guanyador | 3.   | 29 de setembre de 2003 | Tòquio, Japó                  | Dura        | Justin Gimelstob   | Mark Merklein Scott Humphries   | 6−7(6), 6−3, 7−6(4)        |
| Finalista | 1.   | 21 d'agost de 2004     | Jocs Olímpics, Atenes, Grècia | Dura        | Rainer Schüttler   | Fernando González Nicolás Massú | 6−2, 4−6, 3−6, 7−6(7), 6−4 |

### Equips: 3 (1−2)
| Resultat  | Núm. | Data               | Torneig                            | Superfície   | Equip                                                  | Oponents                                                         | Marcador |
| --------- | ---- | ------------------ | ---------------------------------- | ------------ | ------------------------------------------------------ | ---------------------------------------------------------------- | -------- |
| Guanyador | 1.   | 21 de maig de 2005 | Copa del món, Düsseldorf, Alemanya | Terra batuda | Tommy Haas Florian Mayer Alexander Waske               | Guillermo Cañas Juan Ignacio Chela Guillermo Coria Gastón Gaudio | 2−1      |
| Finalista | 1.   | 27 de maig de 2006 | Copa del món, Düsseldorf           | Terra batuda | Michael Kohlmann Philipp Kohlschreiber Alexander Waske | Mario Ančić Ivo Karlović Ivan Ljubičić                           | 1−2      |
| Finalista | 2.   | 23 de maig de 2009 | Copa del Món, Düsseldorf           | Terra batuda | Philipp Kohlschreiber Rainer Schüttler Mischa Zverev   | Janko Tipsarević Viktor Troicki Nenad Zimonjić                   | 1−2      |

## Trajectòria

### Individual
| Torneig | 1995 | 1996 | 1997        | 1998        | 1999        | 2000  | 2001        | 2002        | 2003        | 2004  | 2005        | 2006        | 2007        | 2008  | 2009  | 2010 | Títols    | V − D     |
| --- | ---- | ---- | ----------- | ----------- | ----------- | ----- | ----------- | ----------- | ----------- | ----- | ----------- | ----------- | ----------- | ----- | ----- | ---- | --------- | --------- |
| Open d'Austràlia | A    | 4R   | A           | QF          | 3R          | QF    | 2R          | 1R          | A           | 1R    | 1R          | SF          | A           | 1R    | A     | A    | 0 / 10    | 16 – 10   |
| Roland Garros | A    | Q1   | 1R          | 2R          | 1R          | 1R    | 1R          | 1R          | 2R          | 2R    | 4R          | 3R          | A           | A     | 2R    | A    | 0 / 11    | 9 – 10    |
| Wimbledon | Q2   | A    | QF          | 3R          | 2R          | 1R    | 4R          | 3R          | 1R          | 1R    | 3R          | A           | 3R          | 3R    | 1R    | 1R   | 0 / 13    | 18 – 13   |
| US Open | A    | A    | A           | 3R          | 3R          | QF    | 1R          | 1R          | 2R          | 4R    | 4R          | A           | 2R          | 1R    | 2R    | A    | 0 / 11    | 17 – 11   |
| Jocs Olímpics | NC   | A    | No celebrat | No celebrat | No celebrat | 1R    | No celebrat | No celebrat | No celebrat | 3R    | No celebrat | No celebrat | No celebrat | 3R    | NC    | NC   | 0 / 3     | 4 – 3     |
| Tennis Masters Cup | A    | A    | A           | A           | SF          | A     | A           | A           | A           | A     | A           | A           | A           | A     | A     | A    | 0 / 1     | 2 – 2     |
| Victòries − Derrotes | 3−3  | 7−9  | 26−16       | 34−29       | 54−25       | 30−16 | 29−29       | 21−28       | 19−17       | 37−20 | 34−23       | 16−10       | 19−11       | 23−18 | 13−16 | 1−3  | 366 – 274 | 366 – 274 |
| Rànquing a final d'any | 206  | 128  | 32          | 35          | 6           | 20    | 42          | 72          | 58          | 21    | 22          | 48          | 49          | 38    | 116   | 722  |           |           |
| Llegenda: G: Guanyador; F: Finalista; SF: Semifinalista; QF: Quarts de final; Q: Qualificació; A: Absent; RR: Round Robin; |      |      |             |             |             |       |             |             |             |       |             |             |             |       |       |      |           |           |

### Dobles
| Open d'Austràlia | A           | A           | A           | A   | A           | A           | A           | 2R    | A           | A           | A           | A   | A    | 0 / 1    | 1 – 1    |
| Roland Garros | A           | A           | A           | A   | 1R          | A           | 1R          | 1R    | A           | A           | A           | A   | A    | 0 / 3    | 0 – 3    |
| Wimbledon | A           | A           | A           | A   | A           | A           | 2R          | A     | A           | A           | A           | A   | A    | 0 / 1    | 1 – 1    |
| US Open | A           | A           | A           | A   | A           | 1R          | A           | A     | A           | A           | A           | A   | A    | 0 / 1    | 0 – 1    |
| Jocs Olímpics | No celebrat | No celebrat | No celebrat | A   | No celebrat | No celebrat | No celebrat | 2n    | No celebrat | No celebrat | No celebrat | 1R  | NC   | 0 / 2    | 4 – 2    |
| Victòries − Derrotes | 4−6         | 8−13        | 4−14        | 6−9 | 4−15        | 17−14       | 9−9         | 14−12 | 8−7         | 0−1         | 4−5         | 4−7 | 10−7 | 92 – 123 | 92 – 123 |
| Rànquing a final d'any | 213         | 133         | 260         | 187 | 204         | 60          | 105         | 109   | 127         | 1430        | 238         | 237 | 147  |          |          |
| Llegenda: G: Guanyador; F: Finalista; SF: Semifinalista; QF: Quarts de final; Q: Qualificació; A: Absent; RR: Round Robin; |             |             |             |     |             |             |             |       |             |             |             |     |      |          |          |